# Arisaema taiwanense
Arisaema taiwanense là một loài thực vật có hoa trong họ Ráy (Araceae). Loài này được J.Murata mô tả khoa học đầu tiên năm 1985.